# Jindřich Fritz
Jindřich Fritz (* 15. Juni 1912 in Prag; † 9. November 1984 ebenda) war ein tschechischer Schachkomponist.

## Leben
Fritz erlernte während seines Jurastudiums die Böhmische Schule, in deren Stil er mehrere Schachprobleme schuf, wandte sich aber bald Studien zu. Seine ersten Kompositionen wurden 1930 veröffentlicht. 500 seiner Kompositionen und Studien sind in seinem Buch Vybrané šachové problémy veröffentlicht worden, welches 1979 erschien. Von seinen mehr als 500 Kompositionen gewannen 26 erste Preise.
Zunächst komponierte Fritz inspiriert von Henri Rinck Studien im klassischen Stil, doch änderte sich dies nach der Lektüre von Sowremmeni schachmatni etjud, da er keine Zukunft für diese sah. Die erste seiner Studien im neuen Stil erschien am 24. Oktober 1937 in Gros. Sein Stil war meist Figurenspiel, oftmals mit Echowendungen. Er gewann die drei tschechischen Studienmeisterschaften 1951–52, 1953–54 und 1963–65. Mit der Übernahme der Kolumne in Československý šach 1951 und der Veröffentlichung seines Buches popularisierte Fritz laut Jaroslav Pospíšil die Studienkomposition der 1950er-Jahre in der Tschechoslowakei. Während die neue Methode, die Fritz in seinem Buch 1951 beschrieb, von Gorgiew und Herbstmann bearbeitet wurde, kombinierte Fritz diese mit böhmischen Themen.
Seit 1956 war der promovierte Rechtsanwalt Internationaler Preisrichter für Schachkompositionen und seit 1976 Großmeister für Schachkomposition.

## Studienkomponist
|   | a | b | c | d | e | f | g | h |   |
| 8 |   |   |   |   |   |   |   |   | 8 |
| 7 |   |   |   |   |   |   |   |   | 7 |
| 6 |   |   |   |   |   |   |   |   | 6 |
| 5 |   |   |   |   |   |   |   |   | 5 |
| 4 |   |   |   |   |   |   |   |   | 4 |
| 3 |   |   |   |   |   |   |   |   | 3 |
| 2 |   |   |   |   |   |   |   |   | 2 |
| 1 |   |   |   |   |   |   |   |   | 1 |
|   | a | b | c | d | e | f | g | h |   |

Lösung:

Um die Stellung zu gewinnen, muss sich Weiß einen Läufer holen. Bei diesem Unterfangen gibt es aber einige Fallstricke. Falsch wäre die direkte Turmgabel

1. Tf4–f7? Le7–g5! mit einem Konter durch eine Läufergabel

2. Tf7xh7 Lg5–f4+ und nun ist guter Rat teuer, denn

3. Le5xf4 ist patt und das Qualitätsendspiel ist nicht zu gewinnen, weil sich der schwarze König bereits in der richtigen Ecke befindet. Weiß hat aber einen Vorplan zur Hand.

1. Tf4–a4+! Ka8–b7 Auf der 7. Reihe ist es ungemütlicher für den schwarzen König.

2. Ta4–g4 mit der deutlichen Drohung Tg4–g7 Le7–f8 Schwarz hat wenig Spielraum.

3. Tg4–f4 Lf8–h6 Stellt noch einmal die teuflische Pattfalle

4. Tf4–f7+? Kb7–a8 5. Tf7xh7 Lh6–f4+ 6. Le5xf4 patt.

4. Tf4–h4! Nun geht ein schwarzer Läufer verloren, Weiß gewinnt.

## Veröffentlichungen
- Moderní šachová studie: Úvod do theorie a skladby. Verlag Práce, Prag 1951.
- Šachová studie. Verlag Státní tělovýchovné nakl., Prag 1954.
- Vybrané šachové problémy. Verlag Olympia, Prag 1979.